# Thomas McDonell
Thomas McDonell (Nova Iorque, 2 de maio de 1986) é um ator, músico e artista americano.
É mais conhecido por interpretar Finn em The 100 (série de televisão). Atuou em O Reino Proibido ao lado de Jackie Chan e Jet Li, e em Twelve, estrelado por Chace Crawford. McDonell desempenhou o papel principal no filme adolescente Prom como Jesse Richter, ao lado de Aimee Teegarden. Ele co-estrelou em Suburgatory como Scott Strauss, namorado de Tessa. Ele vai estrelar o filme High School O Agora Espetacular.  Thomas é o vocalista e guitarrista da banda Moon. Como um artista visual, McDonell exibiu seu próprio trabalho a nível internacional e tem curadoria de várias exposições, incluindo uma mostra de arte de vídeo na Best Buy em Nova York.
McDonell foi criado em Manhattan, Nova Iorque,  e frequentou um colégio interno em Andover, Massachusetts. Ele se formou na Universidade de Nova York. Sua mãe, Joan, é uma escritora, e seu pai, Terry McDonell, é editor da Sports Illustrated. Seu irmão é o escritor Nick McDonell.

## Filmografia

### Filmes
| Ano  | Título                                                   | Papel                  |
| ---- | -------------------------------------------------------- | ---------------------- |
| 2008 | O Reino Proibido                                         | Jovem Southie          |
| 2010 | Twelve: Vidas sem Rumo                                   | Kid in Plaid Tie       |
| 2011 | A Melhor Festa do Ano                                    | Jesse Richter          |
| 2012 | Sombras da Noite                                         | Jovem Barnabas Collins |
| 2012 | Pequeno Problema, Mega Confusão                          | Aaron Riley            |
| 2014 | Life After Beth                                          | Dan                    |
| 2014 | Where The Devil Hides                                    | Trevor                 |
| 2014 | I'm Obsessed With You (But You've Got to Leave me Alone) | Freddie Diaz           |
| 2014 | 10 Things I Hate About Life                              | Ben                    |

### Séries
| Ano         | Título                           | Papel         | Temporada e Episódio                                                                                       |
| ----------- | -------------------------------- | ------------- | --- |
| 2010        | Law & Order: Crimes Premeditados | Eddie Boyle   | 9ª Temporada; episódio: "Broad Channel".                                                                   |
| 2011        | Made in Hollywood                | Ele Mesmo     | 6ª Temporada; episódio: 25                                                                                 |
| 2012 - 2013 | Suburgatory                      | Scott Strauss | 1ª Temporada; episódios: "Driving Miss Dalia", "Yakult Leader", "The Casino Trip" e "Sex and the Suburbs". |
| 2014        | The 100                          | Finn          | 1ª e 2ª Temporadas; episódios 1x01 até 2x09.                                                               |
| 2018        | Good Girls                       | Vendedor      | 1ª Temporada; episódios 1x04 e 1x05                                                                        |